# 2000年太平洋颱風季
| 太平洋颱風季             |
| 主題頁 - 專題 - 編輯指南 |

2000年太平洋颱風季泛指在2000年全年內的任何時間，於赤道以北及國際換日線以西的太平洋水域，以及南中國海所產生的熱帶氣旋。雖然有關方面並沒有設下本颱風季的指定期限，但大部份於西北太平洋的熱帶氣旋通常都會於五月至十二月期間形成。
本條目的範圍僅侷限於赤道以北及國際換日線以西的太平洋及南海的水域。於赤道以北及國際換日線以東的太平洋水域產生的風暴則被稱為颶風，並被列入2000年太平洋颶風季。在西太平洋產生的熱帶風暴是由日本東京颱風中心命名，國際編號為00xx，而美國聯合颱風警報中心會把在該地區的熱帶低氣壓的編號以W字母作結。
凡進入或產生於菲律賓風暴責任範圍以內的熱帶低氣壓，菲律賓大氣地理天文部門（英語：PAGASA）都會為它們訂立一個菲律賓名稱，作當地警報用途；此外，由於中港澳採用同一翻譯名，而台灣之翻譯名字可能有所不同，因此同一個風暴可能會有2個不同的中文名字，直至2020年代起台湾与中港澳共同协商确认風暴的中文名字，及有時候會有兩個不同的英文名稱（國際名字及菲律賓名字）。
以下各熱帶氣旋資訊以熱帶氣旋存在期間的最強形態為準。

## 已被國際命名的熱帶氣旋
2000年太平洋颱風季總共產生了23個熱帶氣旋。

### 颱風達維（Damrey）
PAGASA：Asiang
5月4日UTC+18時，一熱帶低氣壓在帕勞東北偏東海面上生成。向西北方向移動。5月7日UTC±0時，該熱帶低氣壓增強為熱帶風暴，並命名為達維，成為於2000年1月1日起生效的新風暴名單，首個在西北太平洋及南海獲得名字的熱帶氣旋。UTC+6時，達維增強為強烈熱帶風暴。5月8日UTC±0時，達維轉向東北方向移動，並發展成颱風。5月9日UTC+6時，達維達到顛峰，最大持續風速為110 kt。繼續向東北方向移動，並逐漸減弱。達維掠過硫黃島及小笠原群島後，5月11日UTC+12時，達維減弱為強烈熱帶風暴。5月12日UTC+6時，達維減弱為熱帶風暴。UTC+12時，達維轉化為溫帶氣旋。5月17日UTC±0時，完全消散。
| 首任 | 太平洋颱風季名稱 达维 Damrey | 繼任 2005年 |

### 熱帶風暴龍王（Longwang）
PAGASA：Biring
5月17日UTC+6時，一熱帶低氣壓在呂宋島以西海面上生成。該熱帶低氣壓向東北方向移動。5月19日UTC±0時，增強為一個熱帶風暴，並命名為龍王。龍王繼續向東北前進，保持熱帶風暴的強度。5月20日UTC+6時，龍王在日本以南轉化為溫帶氣旋。該氣旋繼續向東北前進，5月24日UTC+6時，該氣旋橫過國際日期變更線。
| 首任 | 太平洋颱風季名稱 龍王 Longwang | 繼任 2005年 |

### 颱風鴻雁（Kirogi）
PAGASA：Ditang
7月2日UTC+6時，一熱帶低氣壓在菲律賓以東海面上生成。該熱帶低氣壓向北移動。7月3日UTC+6時，該熱帶低氣壓強度達到熱帶風暴，並命名為鴻雁。UTC+12時，鴻雁增強為強烈熱帶風暴。UTC+18時，鴻雁在沖之鳥島西南面增強為颱風。7月5日UTC±0時，鴻雁在沖之鳥島以西轉向東北偏北移動，並達到了頂峰，最高持續風速為85 kt。7月7日，它的中心出現雙眼壁。它快速移動，時速達每小時50公里，7月8日掠過日本東部沿岸後，UTC±0時，鴻雁減弱為強烈熱帶風暴。UTC+21時，鴻雁轉化為溫帶氣旋。7月10日UTC+12時，完全消散。

### 颱風啟德（Kai-Tak）
PAGASA：Edeng
啟德是本颱風季在南海上生成的第一個颱風。7月3日UTC+12時，一熱帶低氣壓在菲律賓呂宋島以西海面上生成，並採取向北的路徑。7月5日UTC+18時，在菲律賓呂宋島西北緩慢移動，並迅速發展成一個熱帶風暴，命名為啟德。7月6日UTC±0時，啟德增強為強烈熱帶風暴。UTC+12時，啟德再增強為颱風。7月7日UTC±0時，啟德達到頂峰，中心亦出現雙眼壁，最高持續風速為75 kt。達到頂峰後開始向東北移動。7月8日UTC+12時，啟德減弱為強烈熱帶風暴。7月9日UTC+1時，啟德登陸於台灣台東縣成功鎮附近。UTC+6時，啟德於基隆市安樂區附近出海。UTC+9時，啟德繼續減弱為熱帶風暴。橫過台灣後，啟德繼續北進，在7月10日於浙江省台州市温嶺市石橋頭鎮附近作第二次登陸。啟德掠過上海市，然後進入黃海。UTC+18時，啟德轉化為溫帶氣旋。7月12日UTC+6時，完全消散。

### 熱帶風暴天秤（Tembin）
7月17日UTC±0時，一熱帶低氣壓在北馬里亞納群島北部海面上生成。最初往西北方向移動，後轉向北方向移動。7月19日UTC±0時，該熱帶低氣壓在小笠原群島附近增強為熱帶風暴，並命名為天秤。天秤保持熱帶風暴的強度，繼續向北方向移動。7月21日UTC+18時，天秤在日本東南約200公里減弱為熱帶低氣壓。7月23日UTC+12時，完全消散。
| 首任 | 太平洋颱風季名稱 天秤 Tembin | 繼任 2005年 |

### 強烈熱帶風暴布拉萬（Bolaven）
PAGASA：Huaning
7月24日UTC±0時，一個熱帶低氣壓在呂宋以東海面上生成。向北方向移動，後轉東北偏東方向移動。7月25日UTC+18時，該熱帶低氣壓在沖繩附近增強為熱帶風暴，並命名為布拉萬。7月26日橫過沖繩南部。7月26日至28日布拉萬做了一個逆時針交替的動作，並在沖繩東部海域保持熱帶風暴的強度。稍後，布拉萬移動速度減慢。7月29日UTC+6時，布拉萬增強為強烈熱帶風暴。UTC+12時，布拉萬減弱為熱帶風暴。布拉萬進一步北移至奄美大島。7月31日UTC±0時，布拉萬在南韓釜山東面減弱為熱帶低氣壓。UTC+6時，布拉萬轉化為溫帶氣旋。8月2日UTC+6時，完全消散。
| 首任 | 太平洋颱風季名稱 布拉萬 Bolaven | 繼任 2005年 |

### 熱帶風暴珍珠（Chanchu）
7月27日UTC+18時，一熱帶低氣壓在馬紹爾群島東部海面上生成。該熱帶低氣壓向西北偏北方向移動。7月28日UTC+18時，該熱帶低氣壓在馬紹爾群島以東增強為熱帶風暴，並命名為珍珠。稍後，珍珠轉向北方向移動，並維持熱帶風暴的強度一天。7月29日UTC+18時，珍珠在威克島以東減弱為熱帶低氣壓。7月30日UTC+12時，完全消散。
| 首任 | 太平洋颱風季名稱 珍珠 Chanchu | 繼任 2006年 |

### 強颱風杰拉華（Jelawat）
7月31日UTC+18時，一熱帶低氣壓在南鳥島南部海面上生成。向西移動。8月1日UTC+12時，該熱帶低氣壓迅速增強為熱帶風暴，並命名為杰拉華。8月2日UTC±0時，杰拉華增強為颱風。往西北偏西成向移動，8月3日UTC±0時，杰拉華在馬里亞納群島北部達到顛峰，風眼十分圓和大，直徑約為100公里，最高持續風速為85 kt。杰拉華以颱風的強度向西移動了幾天，並在8月6日UTC+3時，橫過北大東島以北海域。然後，杰拉華轉為向西北方向移動。8月8日凌晨，杰拉華橫過沖繩以北海域，進入東海，開始減弱。8月10日於浙江省寧波市象山縣石浦鎮附近登陸，UTC+6時，杰拉華減弱為強烈熱帶風暴，繼續向內陸推進。UTC+12時，杰拉華減弱為熱帶風暴。UTC+18時，杰拉華減弱為熱帶低氣壓。8月12日18時，完全消散。

### 颱風艾雲尼（Ewiniar）
8月9日UTC±0時，一熱帶低氣壓在關島以西海面上生成。最初向西方移動，後轉為向北方移動。UTC+18時，該熱帶低氣壓增強為熱帶風暴，並命名為艾雲尼。艾雲尼加速向北移動，8月11日UTC+6時，艾雲尼在小笠原群島西南面增強為強烈熱帶風暴。8月12日UTC+12時，艾雲尼在日本以南減慢移動速度和轉向東北偏東方向移動。艾雲尼繼續以強烈熱帶風暴的強度保持了三天向東北偏東方向移動。8月15日UTC+18時，艾雲尼在日本以東海域增強為颱風，最高持續風速為65 kt。8月16日UTC+12時，艾雲尼減弱為強烈熱帶風暴。8月17日UTC+12時，艾雲尼減弱為熱帶風暴。稍後，艾雲尼轉為向北移動。8月18日UTC+12時，艾雲尼轉化為溫帶氣旋。8月21日UTC+12時，完全消散。
| 首任 | 太平洋颱風季名稱 艾云尼 Ewiniar | 繼任 2006年 |

### 超強颱風碧利斯（Bilis）
PAGASA：Isang
8月18日UTC+12時，一熱帶低氣壓在雅蒲島西北海面上生成。它在副熱帶高壓脊的引導下，穩定地向西北移動。8月19日UTC+6時，該熱帶低氣壓增強為熱帶風暴，並命名為碧利斯。UTC+18時，碧利斯增強為強烈熱帶風暴。8月20日UTC+12時，碧利斯在菲律賓呂宋島東北面增強為颱風，最高持續風速為110 kt。其後碧利斯轉向西北偏西移動，直趨台灣，同時在良好的大氣環境下穩定地增強。碧利斯於8月22日UTC+14時30分（當地時間22時30分）於台灣台東縣成功鎮登陸，大約4小時半後在雲林縣附近進入台灣海峽。碧利斯並沒有受台灣中央山脈的嚴重破壞，出海時仍達颱風強度。8月23日UTC+4時左右（當地時間中午時分），碧利斯於福建省泉州市晉江市東石鎮附近的作第二次登陸。隨後，碧利斯繼續向內陸推進並迅速減弱。UTC+6時，碧利斯減弱為熱帶風暴。UTC+12時，碧利斯減弱為熱帶低氣壓。隨後它受西風槽影響，逐漸轉向東北偏北移動。8月25日UTC+18時，碧利斯在黃海轉化為溫帶氣旋。8月27日UTC+6時，碧利斯登陸北韓黃海南道延安郡一帶。UTC+12時，完全消散。

### 熱帶風暴格美（Kaemi）
8月19日UTC+12時，一熱帶低氣壓在南沙島以北生成。初向西方移動，後轉西北方向移動。8月21日UTC+12時，該熱帶低氣壓在越南以東200公里增強為熱帶風暴，並命名為格美。8月22日UTC+6時，格美在越南峴港市山茶郡附近登陸。UTC+12時，格美減弱為熱帶低氣壓。8月24日UTC±0時，完全消散。
| 首任 | 太平洋颱風季名稱 格美 Kaemi | 繼任 2006年 |

### 颱風派比安（Prapiroon）
PAGASA：Lusing
8月24日UTC+18時，一熱帶低氣壓在雅蒲島西北部海面上生成。初向西方移動，後轉向北方向移動。8月26日UTC+18時，該熱帶低氣壓在沖之鳥島增強為熱帶風暴，並命名為派比安，轉為向西北方向移動。8月27日UTC+18時，派比安往西北方向前進，並增強為強烈熱帶風暴。8月28日UTC+12時，派比安改以向北的路徑。8月29日，派比安加速向北前進，並橫過沖繩島附近。8月30日UTC+6時，派比安在東海加強為颱風。UTC+12時，派比安達到頂峰，最高持續風速為70 kt。稍後，派比安進入黃海。8月31日晚上，派比安在北韓黃海南道甕津郡 (黃海南道)登陸，並減弱為強烈熱帶風暴。9月1日UTC+6時，派比安減弱為熱帶風暴。UTC+12時，派比安轉化為溫帶氣旋。9月4日UTC+12時，完全消散。

### 熱帶風暴瑪莉亞（Maria）
8月27日UTC+6時，一熱帶低氣壓在香港以南海面上生成。該熱帶低氣壓採取向南的路徑，UTC+12時，增強為熱帶風暴，並命名為瑪莉亞。瑪莉亞兩天內都以熱帶風暴的強度，繼續在南海北部向南移動。在呂宋以西500公里，瑪莉亞停止向南移動，幾乎靜止不動。8月30日UTC±0時，瑪莉亞順時針轉。稍後，瑪莉亞向北前進。9月1日清晨，瑪莉亞登陸中國廣東省汕尾市海豐縣鵝埠鎮附近。UTC+6時，瑪莉亞減弱為熱帶低氣壓。9月3日UTC±0時，完全消散。

### 超強颱風桑美（Saomai）
PAGASA：Osang
8月31日UTC+18時，一熱帶低氣壓在馬里亞納群島東部海面上生成。初向北方移動，後轉向西方向移動。該熱帶低氣壓採取向西的路徑，9月2日UTC+12時，該熱帶低氣壓增強為熱帶風暴，並命名為桑美。9月3日UTC+12時，桑美增強為強烈熱帶風暴。9月4日UTC+6時，桑美在塞班島東部增強為颱風。9月5日UTC+6時，桑美轉向南轉動，並減弱為強烈熱帶風暴。9月6日UTC+6時，桑美由向西移動轉向西北移動。稍後幾天，桑美保持強烈熱帶風暴的強度，並穩定地向西北方向移動。9月9日UTC±0時，桑美重新加強為颱風，在衞星雲圖上可見其細小但十分清晰的風眼。9月10日UTC+12時，桑美在大東群島以南達到頂峰，最高持續風速為95 kt。9月12日UTC+10時，桑美於沖繩縣國頭郡宜野座村登陸。桑美進入東海後，轉為向東北移動。稍後，桑美再轉為向北北移動，並加快其移動速度。9月15日UTC+12時，桑美減弱為強烈熱帶風暴。UTC+20時，桑美登陸南韓慶尚南道固城郡附近。9月16日UTC+6時，桑美在朝鮮半島東北部轉化為溫帶氣旋。9月19日UTC+6時，完全消散。

### 熱帶風暴寶霞（Bopha）
PAGASA：Ningning
9月4日UTC+6時，一熱帶低氣壓在呂宋東部海面上生成。初時向西方移動，後來在9月6日進行一次逆時針方向轉動，轉為向西北西方向移動。UTC+18時，該熱帶低氣壓在大東群島以南增強為熱帶風暴，並命名為寶霞。9月8日，寶霞橫過沖繩島南部。9月9日，寶霞再一次逆時針方向轉動，轉為向南移動，並橫過西表島。9月9日晚上至9月10日早上，寶霞保持熱帶風暴的強度，經過台灣以東。9月10日UTC+23時，寶霞登陸卡加延省聖安娜附近。9月11日UTC±0時，寶霞減弱為熱帶低氣壓。UTC+18時，完全消散。

### 颱風悟空（Wukong）
PAGASA：Maring
9月4日UTC+6時，一熱帶低氣壓在呂宋西部海面上生成。初時幾乎靜止不動，9月5日UTC+12時，該熱帶低氣壓在南海進行一次逆時針方向轉動，轉為向西方向移動。9月6日UTC±0時，該熱帶低氣壓增強為熱帶風暴，並命名為悟空。UTC+12時，悟空增強為強烈熱帶風暴。9月7日UTC+18時，悟空增強為颱風。9月8日UTC+6時，悟空達到頂峰，最高持續風速為75 kt。9月9日，悟空掠過海南省三亞市附近。UTC+6時，悟空減弱為強烈熱帶風暴。9月10日UTC+4時，悟空登陸越南河靜省奇英縣附近。UTC+6時，悟空減弱為熱帶風暴。UTC+12時，悟空在泰國東北部減弱為熱帶低氣壓。9月11日UTC±0時，完全消散。

### 強烈熱帶風暴清松（Sonamu）
9月14日UTC+6時，一熱帶低氣壓在硫黃島西方部海面上生成。該熱帶低氣壓向北方移動，9月15日UTC+3時，該熱帶低氣壓在硫黃島以南增強為熱帶風暴，並命名為清松。清松轉為向北移動，9月16日UTC+12時，清松橫過小笠原群島附近。9月17日UTC±0時，清松在日本以南增強為強烈熱帶風暴，轉為向北北東方向移動。9月18日UTC+6時，清松在千島群島轉化為溫帶氣旋。9月20日UTC+12時，該氣旋橫過國際日期變更線。

### 超強颱風珊珊（Shanshan）
9月17日UTC+6時，一熱帶低氣壓在馬紹爾群島東北部海面上生成。該熱帶低氣壓向西北方移動，9月18日UTC+12時，該熱帶低氣壓增強為熱帶風暴，並命名為珊珊。9月19日UTC±0時，珊珊增強為強烈熱帶風暴。UTC+12時，珊珊在附近海域增強為颱風。珊珊進一步增強並橫過威克島東北部。9月21日UTC+12時，珊珊在威克島以南達到頂峰，最高持續風速為95 kt。珊珊轉為向東北方向移動，9月22日至23日，珊珊加速前進並逐漸減弱。9月24日UTC+18時，珊珊在中途島西北部海面轉化為溫帶氣旋。9月25日UTC+18時，該氣旋橫過國際日期變更線。

### 颱風摩羯（Yagi）
PAGASA：Paring
10月21日UTC±0時，一熱帶低氣壓在馬里亞納群島南部海面上生成。該熱帶低氣壓向西北西方向移動，10月22日UTC±0時，該熱帶低氣壓在沖之鳥島東北偏東部海面增強為熱帶風暴，並命名為摩羯。10月23日UTC+12時，摩羯增強為強烈熱帶風暴。摩羯保持向西北偏西方向移動，10月24日UTC+12時，摩羯在沖繩島南部海面增強為颱風。稍後，摩羯達到頂峰，最高持續風速為70 kt。摩羯轉變路徑由向西北方向改為向北方移動。10月25日UTC+12時，摩羯減弱為強烈熱帶風暴。10月26日至28日，摩羯在沖繩島附近海域轉了一圈。10月26日UTC+12時，摩羯減弱為熱帶風暴。10月27日UTC±0時，摩羯減弱為熱帶低氣壓。10月28日UTC+12時，完全消散。

### 颱風象神（Xangsane）
PAGASA：Reming
10月24日UTC+18時，一熱帶低氣壓在雅蒲島東南部海面上生成。該熱帶低氣壓逐漸發展，向西北偏西方向移動。10月26日UTC+6時，該熱帶低氣壓在菲律賓以東海面增強為熱帶風暴，並命名為象神。象神向西北偏西方向前進，10月27日UTC±0時，象神增強為強烈熱帶風暴。UTC+21時，象神登陸菲律賓南甘馬仁省薩尼亞沿海。10月28日UTC+12時，象神減弱為熱帶風暴。10月29日早上，象神穿過呂宋島後進入南海。UTC+6時，象神再度增強為強烈熱帶風暴。初時象神減速向西移動，後來幾乎靜止不動。UTC+18時，象神開始轉向東北偏北方向移動。10月30日UTC±0時，象神增強為颱風，稍後，象神在呂宋島以西達到頂峰，最高持續風速為75 kt。隨後兩天，象神保持颱風的強度，繼續以北北東方向移動。11月1日UTC±0時，象神減弱為強烈熱帶風暴。同日早上，象神掠過台灣東部，進入東海。象神轉為向東北方向移動。UTC+12時，象神轉化為溫帶氣旋。11月2日UTC+12時，完全消散。

### 強烈熱帶風暴貝碧嘉（Bebinca）
PAGASA：Seniang
10月30日UTC+18時，一熱帶低氣壓在帕勞北部海面上生成。該熱帶低氣壓幾乎與象神有著相同的過程。11月1日UTC±0時，該熱帶低氣壓在棉蘭老島東北面增強為熱帶風暴，並命名為貝碧嘉。UTC+18時，貝碧嘉在呂宋東南部增強為強烈熱帶風暴。11月2日UTC+18時，貝碧嘉登陸菲律賓奎松省雷亞爾後，然後開始減弱。11月3日UTC±0時，貝碧嘉在呂宋西部減弱為熱帶風暴。貝碧嘉進入南海後，11月4日UTC±0時，貝碧嘉重新增強為強烈熱帶風暴。11月5日，貝碧嘉轉為向北移動。11月6日，貝碧嘉轉為向西移動，強度逐漸減弱。UTC+12時，貝碧嘉減弱為熱帶風暴。11月7日UTC±0時，貝碧嘉在香港以東南減弱為熱帶低氣壓。11月8日UTC±0時，完全消散。

### 熱帶風暴溫比亞（Rumbia）
PAGASA：Toyang
11月27日UTC+18時，一熱帶低氣壓在帕勞西部海面上生成。該熱帶低氣壓向西移動。11月28日UTC+12時，該熱帶低氣壓在附近海域增強為熱帶風暴，並命名為溫比亞。稍後，溫比亞轉向西北偏西方向移動。11月30日UTC+18時，溫比亞在菲律賓東薩馬省薩爾塞多減弱為熱帶低氣壓。12月2日UTC+6時，完全消散。

### 颱風蘇力（Soulik）
PAGASA：Welpring
蘇力在12月下旬生成，在過去的15年中第一次超越該年的風季。2000年12月28日UTC+18時，一熱帶低氣壓在棉蘭老島東部海面上生成。該熱帶低氣壓初始時向北移動，翌日，向西轉向菲律賓前進。在向西路徑，12月30日UTC±0時，該熱帶低氣壓在萊特島以東200公里增強為熱帶風暴，並命名為蘇力。蘇力改變路徑往東北前進，12月31日UTC+18時，蘇力增強為強烈熱帶風暴。蘇力保持強烈熱帶風暴的強度，向東東北方向移動。
2001年1月2日UTC±0時，蘇力在沖之烏島改為向北北東方向移動。UTC+6時，蘇力減弱為熱帶風暴。UTC+18時，蘇力重新增強為強烈熱帶風暴。1月3日，蘇力轉為向東北方向移動，並開始迅速發展。UTC+6時，蘇力增強為颱風。UTC+12時，蘇力達到頂峰，最高持續風速為80 kt。1月4日UTC+6時，蘇力減弱為強烈熱帶風暴。UTC+12時，蘇力減弱為熱帶風暴。UTC+18時，蘇力減弱為熱帶低氣壓。1月5日UTC±0時，完全消散。

## 未被國際命名的熱帶氣旋
除了被日本氣象廳命名的熱帶氣旋外，還有一些沒被命名的熱帶低氣壓和被聯合颱風警報中心認為是熱帶風暴的熱帶氣旋。以下列出那些熱帶氣旋的資料。

### 熱帶低氣壓03W
PAGASA：Consing
5月21日於東沙島東南約330公里處形成。它採取東北途徑橫越巴林坦及巴斯海峽，並在翌日變為一溫帶氣旋。

### 熱帶低氣壓618
6月18日晚上迅速形成，當時它位於香港天文台西南偏南約35公里。該小型熱帶低氣壓向北移動，在大嶼山及香港島之間掠過，越過青衣島後，在荃灣附近登陸。熱帶低氣壓的螺旋雨帶為香港帶來狂風驟雨，本地亦錄得強風。登陸後，熱帶低氣壓進入深圳，接著於廣東內陸消散。
這熱帶低氣壓只有被香港天文台升格。聯合颱風警報中心曾評定此擾動成為熱氣低氣壓的可能性為「低」。

### 熱帶低氣壓07W
PAGASA：Gloring

### 熱帶低氣壓08W
一低壓區在7月15日下午於西沙島以東約220公里發展為一熱帶低氣壓。它向西北移動，在7月16日傍晚於海南島東部登陸並在海口附近消散。

### 熱帶低氣壓16W
CPHC: Wene（維涅）

### 熱帶風暴27W
一低壓區在9月29日清晨於威克島西北偏北約840公里處發展為一熱帶低氣壓。它於太平洋上向東北緩慢移動，並在9月30日晚上減弱為一個低壓區。

### 熱帶低氣壓28W
一低壓區在10月7日於胡志明市以東約500公里處形成為一熱帶低氣壓。該熱帶低氣壓初時緩慢移動，接著在10月9日朝西北偏西前進。在隨後三日，它向東北移動。此熱帶低氣壓於西沙島附近掠過後，在10月13日轉向西推進，翌日減弱為一低壓區。

### 熱帶低氣壓32W
一熱帶低氣壓在11月9日於沖繩島西南面約310公里處形成。它向東北移動，當晚在沖繩島附近變為一溫帶氣旋。

### 熱帶低氣壓
PAGASA：Ulpiang
一低壓區在12月5日於南沙島西南面約250公里處發展為一熱帶低氣壓。該熱帶低氣壓向西移動，在12月7日於越南胡志明市以南約150公里處掠過，然後減弱為一低壓區。

## 熱帶氣旋時間表
本年度的太平洋颱風季有二十三個被命名的熱帶氣旋，以下列出全部熱帶低氣壓或以上級別的氣旋詳情。強烈熱帶風暴或以下者，採十分鐘平均風速，颱風級別者，採一分鐘平均分速並分成五級。

## 熱帶氣旋名單
西北太平洋的熱帶氣旋是由日本氣象廳東京颱風中心命名。當該熱帶氣旋被日本氣象廳升格了為熱帶風暴後，就會使用下列名單中的名字。名字是根據以下名單而定，不按年度劃分。風暴名字是由世界氣象組織颱風小組的成員提供，14個成員國和地區各自提交10個名稱，並以該國英文名稱按字母順序排列。本年未用名稱以灰色字表示，黑體字表示今年已經使用過。
| 提供國家／地區 | 名稱        | 名稱   | 名稱   | 名稱   | 名稱   |
| -------------- | ----------- | ------ | ------ | ------ | ------ |
| 柬埔寨         | 達維 0001   | 康妮   | 娜基莉 | 科羅旺 | 莎莉嘉 |
| 中國           | 龍王 0002   | 玉兔   | 風神   | 杜鵑   | 海馬   |
| 北韓           | 鴻雁 0003   | 桃芝   | 海鷗   | 鸣蝉   | 米雷   |
| 香港           | 啟德 0004   | 萬宜   | 鳳凰   | 彩雲   | 馬鞍   |
| 日本           | 天秤 0005   | 天兔   | 北冕   | 巨爵   | 蝎虎   |
| 老撾           | 布拉萬 0006 | 帕布   | 巴蓬   | 凱薩娜 | 洛坦   |
| 澳門           | 珍珠 0007   | 蝴蝶   | 黃蜂   | 芭瑪   | 梅花   |
| 馬來西亞       | 杰拉華 0008 | 聖帕   | 鹿莎   | 茉莉   | 苗柏   |
| 密克罗尼西亚   | 艾雲尼 0009 | 菲特   | 森拉克 | 尼伯特 | 南瑪都 |
| 菲律賓         | 碧利斯 0010 | 丹娜絲 | 黑格比 | 盧碧   | 塔拉斯 |
| 南韓           | 格美 0011   | 百合   | 薔薇   | 苏特   | 奧鹿   |
| 泰國           | 派比安 0012 | 韋帕   | 米克拉 | 妮妲   | 玫瑰   |
| 美國           | 瑪莉亞 0013 | 范斯高 | 海高斯 | 奧麥斯 | 洛克   |
| 越南           | 桑美 0014   | 利奇馬 | 巴威   | 康森   | 桑卡   |
| 柬埔寨         | 寶霞 0015   | 羅莎   | 美莎克 | 燦都   | 納沙   |
| 中國           | 悟空 0016   | 海燕   | 海神   | 電母   | 海棠   |
| 北韓           | 清松 0017   | 楊柳   | 凤仙   | 蒲公英 | 尼格   |
| 香港           | 珊珊 0018   | 玲玲   | 欣欣   | 婷婷   | 榕樹   |
| 日本           | 摩羯 0019   | 劍魚   | 鯨魚   | 圓規   | 天鷹   |
| 老撾           | 象神 0020   | 法茜   | 燦鴻   | 南川   | 麥莎   |
| 澳門           | 貝碧嘉 0021 | 画眉   | 蓮花   | 瑪瑙   | 珊瑚   |
| 馬來西亞       | 溫比亞 0022 | 塔巴   | 浪卡   | 莫蘭蒂 | 瑪娃   |
| 密克罗尼西亚   | 蘇力 0023   | 米娜   | 蘇廸羅 | 云娜   | 古超   |
| 菲律賓         | 西馬侖      | 海貝思 | 伊布都 | 馬勒卡 | 泰利   |
| 南韓           | 飛燕        | 浣熊   | 天鹅   | 鮎魚   | 彩蝶   |
| 泰國           | 榴莲        | 威馬遜 | 翰文   | 暹芭   | 卡努   |
| 美國           | 尤特        | 查特安 | 艾濤   | 庫都   | 韋森特 |
| 越南           | 潭美        | 夏浪   | 環高   | 桑達   | 蘇拉   |

### 菲律賓熱帶氣旋命名法

當熱帶氣旋在紅色框內，便會給名字。

菲律宾大气地球物理和天文管理局（英語：PAGASA）使用自己一套命名法，作於該國風暴責任範圍內的熱帶氣旋命名之用。與日本氣象廳不同，只要該熱帶氣旋會很間接地吹襲菲律賓或會影響周邊國家的話（不論強度高低），就會使用以下之熱帶氣旋名字。名單每四年循環再用，因此本年名單與1996年太平洋颱風季的名單相同。本年未用名稱以灰色字表示，黑體字表示今年已經使用過。
- Asiang 0001
- Biring 0002
- Consing 03W
- Ditang 0003
- Edeng 0004
- Gloring 07W
- Huaning 0006
- Isang 0010
- Lusing 0012
- Maring 0016
- Ningning 0015
- Osang 0014
- Paring 0019
- Reming 0020
- Seniang 0021
- Toyang 0022
- Ulpiang
- Welpring 0023
- Yerling（未用）
- Aring（未用）
- Basiang（未用）
- Kayang（未用）
- Dorang（未用）
- Enang（未用）
- Grasing（未用）

## 內部連結
- 2000年大西洋颶風季
- 2000年太平洋颶風季
- 2000年北印度洋氣旋季
- 1999－2000年西南印度洋熱帶氣旋季
- 1999－2000年澳洲地區熱帶氣旋季
- 1999－2000年南太平洋熱帶氣旋季
- 2000－2001年西南印度洋熱帶氣旋季
- 2000－2001年澳洲地區熱帶氣旋季
- 2000－2001年南太平洋熱帶氣旋季

## 外部連結
- 聯合颱風警報中心
- 中央氣象台-颱風實時路徑顯示
- 日本氣象廳熱帶氣旋資訊（页面存档备份，存于）
- 菲律賓大氣地理天文部門熱帶氣旋資訊
- 中央氣象局全球資訊網（页面存档备份，存于）
- 香港天文台熱帶氣旋資訊（页面存档备份，存于）
- 澳門地球物理暨氣象局熱帶氣旋資訊（页面存档备份，存于）
- 熱帶氣旋衛星影像（页面存档备份，存于）
- 數位颱風—熱帶氣旋資料及圖片（页面存档备份，存于）